# Bernat de Granollacs
Bernat de Granollacs fou un metge i astròleg català (Barcelona?, abans de 1421 - vers 1487/1488).

## Vida
Membre d'una família de metges originària de Vic, fou fill d'un altre Bernat de Granollacs, també metge, que ja era mort l'any 1439. El 1425 ja era mestre en arts i batxiller en medicina i el 1440 anà a estudiar a la Universitat de Montpeller, d'on tornà amb el grau de mestre en medicina. Exercí la docència a l'Estudi d'Arts i Medicina de Barcelona, del qual ja era professor l'any 1453 i en fou canceller des de 1458. S'implicà en la política municipal el 1455, entrant al Consell de Cent i afegint-se al partit de la Busca, que acabà el 1459 amb un escàndol de nepotisme. Serví puntualment, com a metge, la reina Maria de Castella i Joan II, i s'enfrontà a Pere de Portugal, que ambicionava algun dels seus llibres. D'entre els seus fills, Francesc de Granollacs fou metge i Bernat de Granollacs arribà a ciutadà honrat (i la seva descendència assolí la noblesa).

## Obres
No més tard de 1484, va publicar un llunari amb el títol de Sumari dels girants e plens de la luna e dels eclipsis del sol e de la luna e de les festes movibles..., que va ser la primera obra d'astronomia impresa en català i va esdevenir un autèntic ‘best-seller’ de la divulgació científica de la darreria del segle xv i la primera meitat del segle xvi. En van aparèixer desenes d'edicions, publicades a diverses ciutats d'Europa, en català (1484, 1485, 1510, 1513, 1514 i 1519) i en traduccions a l'italià (1485), al llatí (1488), al castellà (vers 1488) i al portuguès (1518). L'edició castellana de 1492 el va ajuntar al Reportorio de los tiempos d'Andrés de Li, una obra d'astrologia, i la complementarietat entre una i altra va tenir tant d'èxit que va passar a moltes de les edicions catalanes (des de 1510) i llatines, i el nom de Granollacs va arribar a desaparèixer del conjunt en favor del d'Andrés de Li.
Aquest Sumari (en edicions posteriors, Lunari) conté una introducció de Granollacs i el còmput dels plenilunis i els novilunis de cada any, en taules anuals, les conjuncions i oposicions de la lluna i els planetes, els eclipsis, les festes movibles, el nombre auri i la lletra dominical. Eren indicacions calendàriques que tenien aplicacions en la pràctica mèdica, en l'agricultura, en la religió i en tot d'accions de la vida quotidiana.
El llibre de Granollacs no cita les seves fonts, però tot indica que les dades van ser calculades a partir de les taules de Bonjorn, i això demostra, una vegada més (l'astrònom jueu de Salamanca Abraham Zacut va seguir l'obra de Bonjorn en el seu Almanac perpetu), la gran projecció que aquestes van tenir.